# Берликский сельский округ
Берли́кский се́льский окру́г (каз. Бірлік ауылдық округі) — административная единица в составе Сандыктауского района Акмолинской области Республики Казахстан. Административный центр — село Красная Поляна.

## География
Сельский округ расположен в южной части района, граничит:
- на востоке и севере с Широковским сельским округом,
- на юго-востоке с аулом Мадениет,
- на юге с Атбасарским районом,
- на западе с Максимовским сельским округом.

Через территорию сельского округа протекает река Сыркырама (около 12 км) — вдоль которой расположены все населённые пункты округа. 

## История
В 1989 году существовал как Краснополянский сельсовет (сёла Красная Поляна, Арбузинка, Петриковка).

## Население
| Численность населения | Численность населения | Численность населения |
| 1989                  | 1999                  | 2009                  |
| --------------------- | --------------------- | --------------------- |
| 1318                  | ↘1014                 | ↗1034                 |

## Состав
В состав сельского округа входят 3 населённых пунктов.
| № | Населённый пункт | Тип населённого пункта       | Население, 1989 | Население, 1999 | Население, 2009 |
| - | ---------------- | ---------------------------- | --------------- | --------------- | --------------- |
| 1 | Арбузинка        | село                         | 272             | 150             | 173             |
| 2 | Красная Поляна   | село, административный центр | 626             | 545             | 570             |
| 3 | Петриковка       | село                         | 420             | 319             | 291             |